# Cemitério Judaico (Ulrichstein)

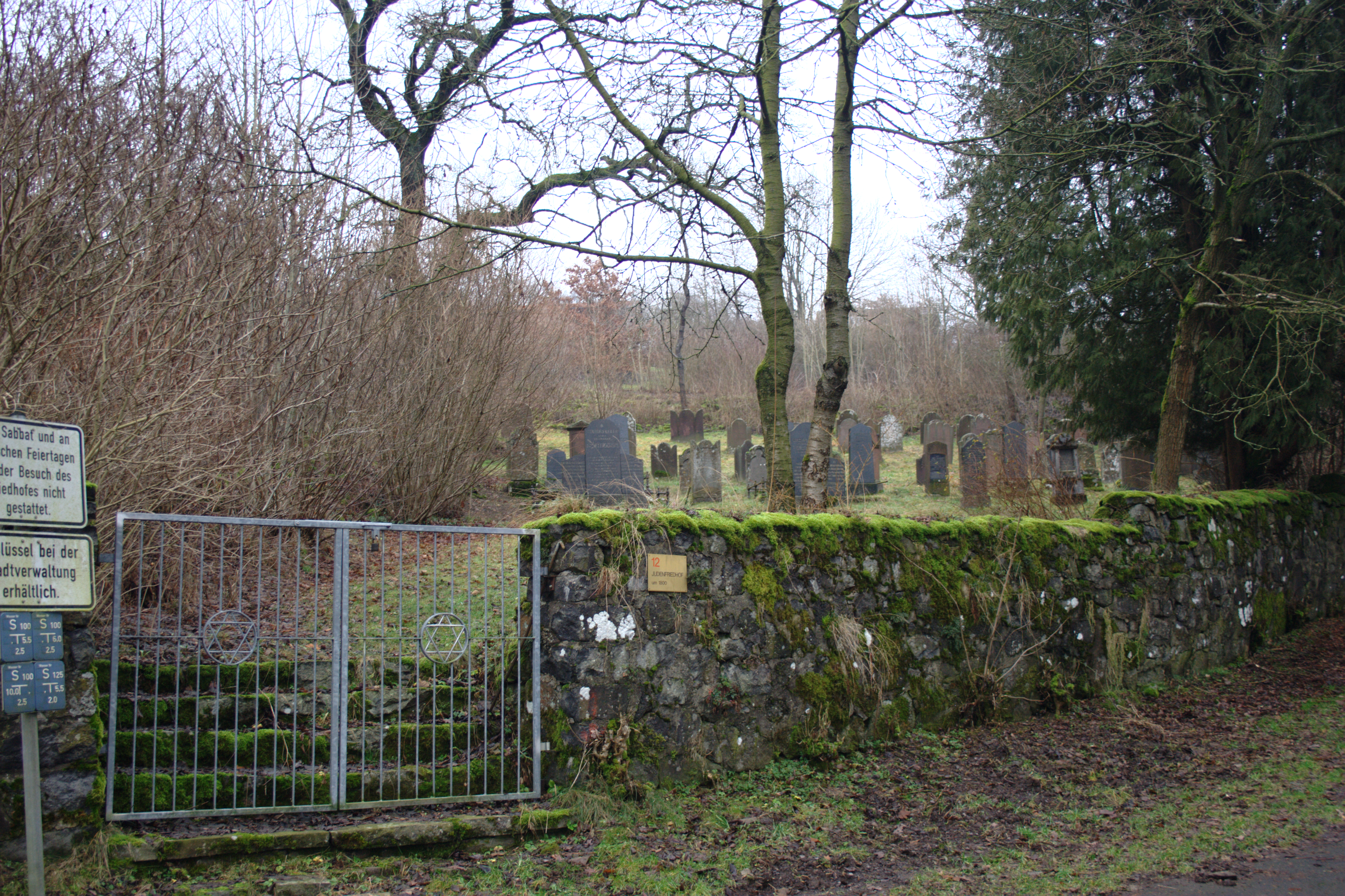
Cemitério judaico em Ulrichstein

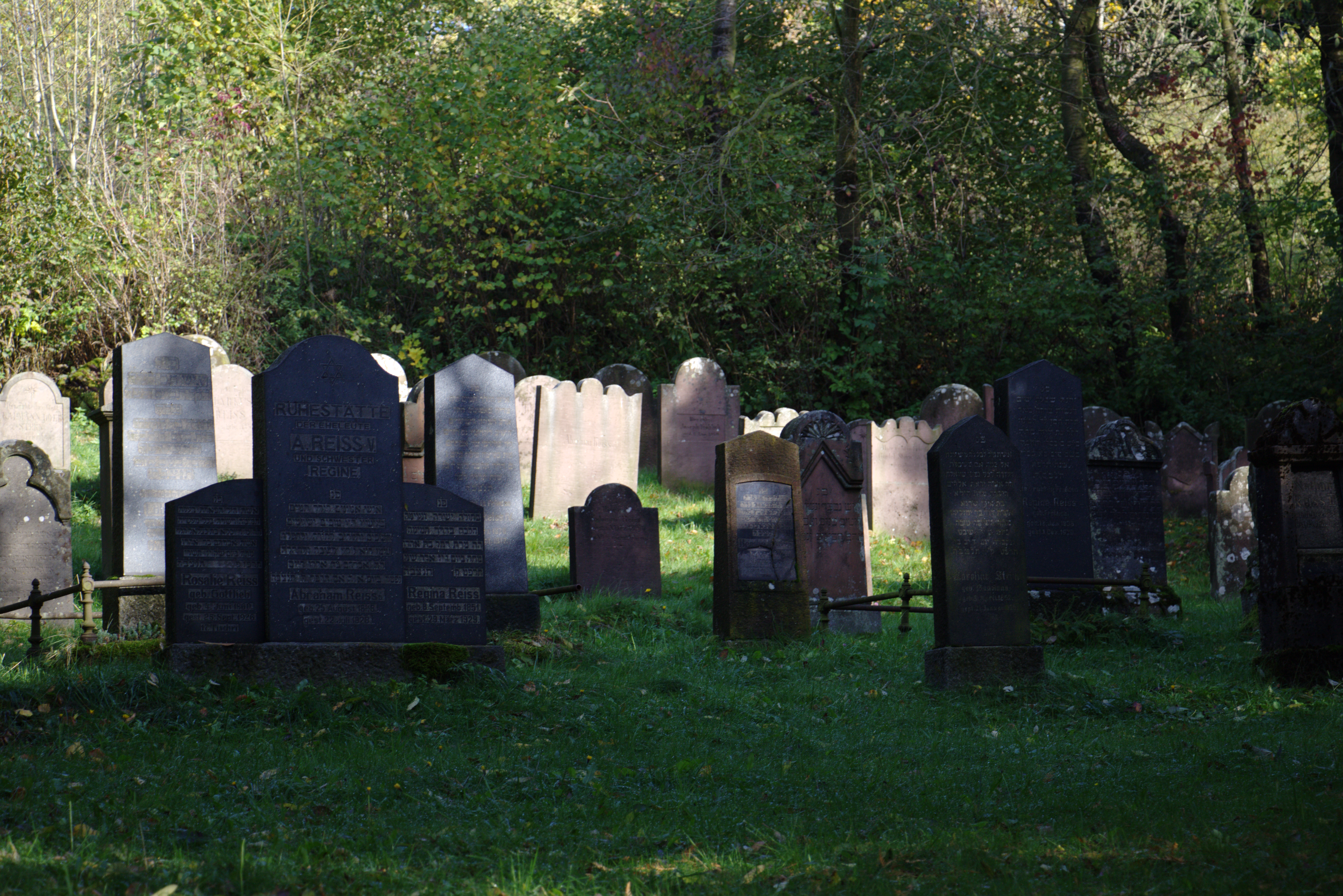
Matzevas

O Cemitério Judaico em Ulrichstein (em alemão:  Jüdische Friedhof in Ulrichstein), uma cidade no Distrito do Vogelsberg em Hessen, provavelmente foi estabelecido na segunda metade do século XVIII. O cemitério judaico pode ser alcançado a partir da estrada principal via Altebergsweg. O cemitério é um monumento cultural protegido.

## História
O cemitério é cercado por um muro. Uma placa comemora sete soldados judeus que morreram na Primeira Guerra Mundial. O cemitério é dividido em uma parte superior, mais antiga, e uma parte inferior, mais jovem. A área do cemitério é de 15,47 ares.